# Beatrix (planetka)
(83) Beatrix je planetka nacházející se v hlavním pásu asteroidů. Její průměr činí asi 81 km. Byla objevena 26. dubna 1865 italským astronomem A. de Gasparisem.